# Engstligenwaterval

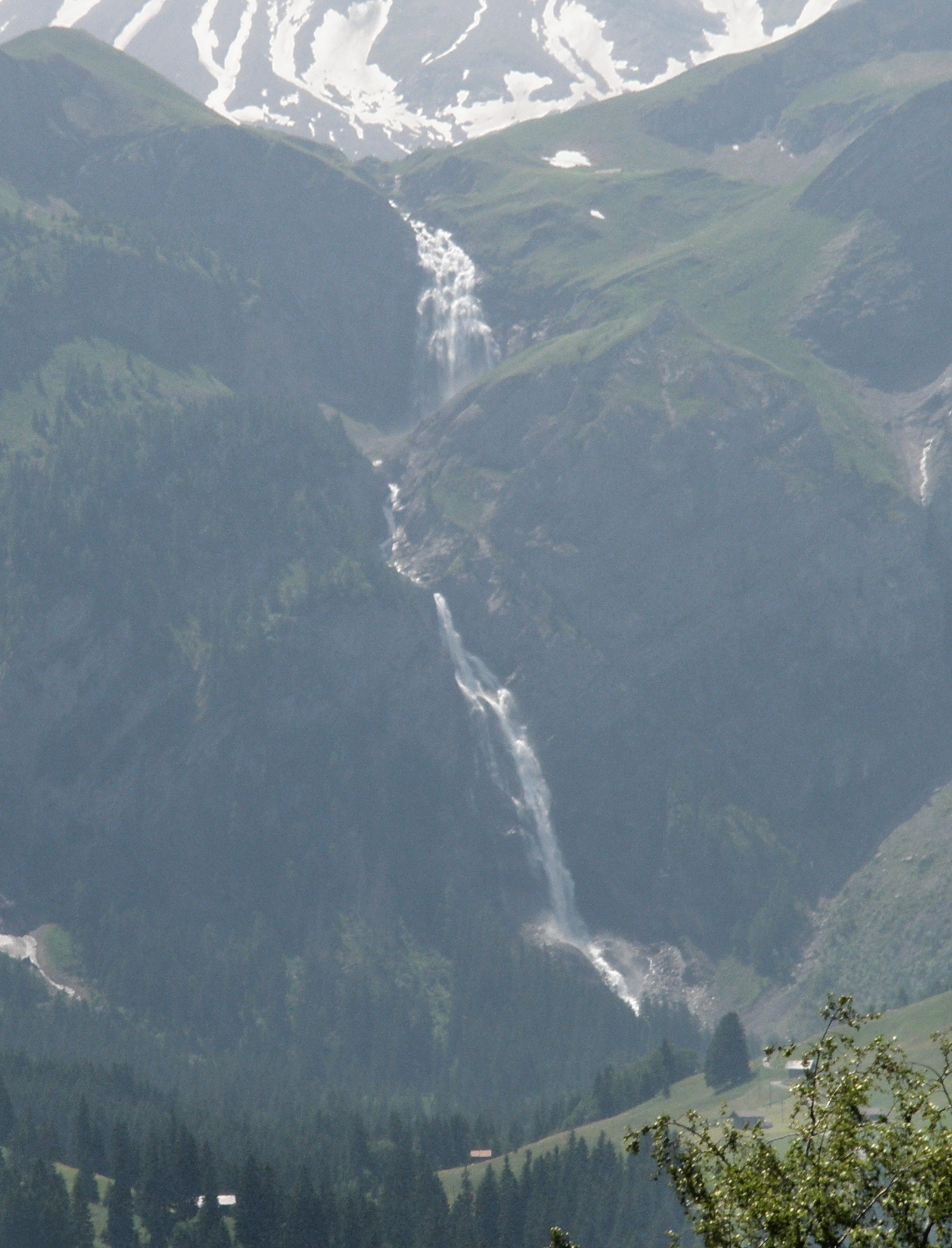
Engstligenwatervalen gezien vanaf Adelboden

De Engstligenwatervallen bevinden zich zijdelijk van Adelboden in het Berner Oberland behoren tot de hoogste watervallen van Zwitserland en zijn in de Bundesinventar der Landschaften und Naturdenkmäler von nationaler Bedeutung opgenomen. De inwoners zeggen in Berndeutsch Entschligäfäll.
De talrijke bergbeken van de Engstligenalp komen samen bij de noordelijke uitgang van de alp en storten in twee fases van totaal 370 meter naar beneden in het het Engstligendal. De Engstligenwatervallen behoren tot de waterrijkste watervallen van de Alpen.
De bovenste waterval (165 meter hoog) is vanuit de Luftseilbahn Unter dem Birg-Engstligenalp maar gedeeltelijk te zien. Hij is volledig te zien vanaf het bergpad, dat over de rotswand gaat. De onderste waterval (97 meter) is vanaf kabelbaanstation via een makkelijke bergweg toegankelijk.
In de vroege zomer vindt op het bergpad de bijzonder spektaculaire Alpaufzug plaats met meer dan 400 runderen.
Sinds 2008 is er vanaf de westzijde van de onderste Engstligenwaterval een wedstrijd bergbeklimming. In de winter is de waterval een bestemming voor ijsklimmen.